# Peristemma pseudosphaeria
Peristemma pseudosphaeria (Mont.) Jørst. – gatunek grzybów z rodziny rdzowatych (Pucciniaceae).

## Systematyka i nazewnictwo
Pozycja w klasyfikacji według Index Fungorum: Miyagia, Pucciniaceae, Pucciniales, Incertae sedis, Pucciniomycetes, Pucciniomycotina, Basidiomycota, Fungi.
Po raz pierwszy opisał go w 1840 r. Camille Montagne, nadając mu nazwę Puccinia pseudosphaeria. Obecną, uznaną przez Index Fungorum nazwę nadał mu Ivar Jørstad w 1956 r.
Synonimy:
- Dicaeoma pseudosphaericum (Mont.) Kuntze 1898
- Miyagia pseudosphaeria (Mont.) Jørst. 1962
- Puccinia pseudosphaeria Mont. 1840[2].

## Morfologia i rozwój
Pasożyt jednodomowy, tzn. że cały jego cykl życiowy odbywa się na jednym żywicielu. Jest też rdzą niepełnocyklową – wytwarza tylko dwa rodzaje zarodników; urediniospory i teliospory. Na górnej stronie liści porażonych roślin powstają brunatne plamy, na dolnej tworzą się uredinia i telia otoczone rzędem purpurowobrązowych parafiz. Kupki urediniów tworzą się pojedynczo lub grupowo na skórce rośliny. Otoczone są peryferyjnymi, bocznie połączonymi, kasztanowobrązowymi parafizami, które początkowo zamykały rozwijające się urediniospory, a ostatecznie częściowo otwierały się na wierzchołku, rozrywając naskórek żywiciela i pozostając ścianą otaczającą zarodniki. Urediniospory elipsoidalne, jajowate lub gruszkowate z żółtawą, często ziarnistą zawartością. Mają wymiary 21,5–43 × 17–26,5 μm. Ściany urediniospor są szkliste i drobnokolczaste o grubości 2,5–3,5 μm. Pory rostkowe czasami widoczne. Parafizy o wymiarach 70–140 × 6 do 8 μm, grubościenne, dołem szkliste, powyżej kasztanowobrązowe i często nieco szersze lub dychotomicznie rozgałęzione na wierzchołku. Telia znajdują się pod skórką rośliny. Teliospory są niezwykle kanciaste, zazwyczaj jednokomórkowe, rzadziej dwukomórkowe.
Monofag pasożytujący tylko na mleczach (Sonchus). Znane jest występowanie na następujących ich gatunkach: Sonchus acaulis, arvensis & subsp. uliginosus, asper & subsp. glaucescens, brachylobus, canariensis, congestus, daltonii, gummifer, hierrensis, leptocephalus, maritimus, mauritancus, oleraceus, palmensis, palustris, pendulus, platylepis, radicatus, tenerrimus.
Znane jest występowanie tego patogenu w północnej Afryce, Chinach, wielu krajach Europy, w Japonii, Nowej Zelandii i byłym Związku Radzieckim. W 2003 r. po raz pierwszy stwierdzono jego występowanie w USA. Występuje także w Polsce.